# عبد الله صقر
عبد الله صقر مبارك حمد مبارك حبيب (11 أبريل 1983) لاعب كرة قدم بحريني معتزل كان يجيد اللعب في مركز حارس المرمى.

## الإنجازات

### الرفاع
- الدرجة الأولى (2): 2003، 2005
- كأس ولي العهد البحريني (4): 2002، 2003، 2004، 2005
- كأس الاتحاد البحريني (1): 2004

### الحد
- الدرجة الأولى (1): 2016
- كأس ملك البحرين (1): 2015